# Campeonato Ecuatoriano de Fútbol Serie B 1999
El Campeonato Ecuatoriano de Fútbol Serie B 1999, conocido oficialmente como «Campeonato Nacional de Fútbol Serie B 1999», fue la 22.ª edición de la Serie B del Campeonato nacional de fútbol profesional en Ecuador, mientras que fue la 35ª edición incluyendo los torneos cortos conocidas como etapas. El torneo fue organizado por la Federación Ecuatoriana de Fútbol y contó con la participación de ocho clubes de fútbol, este sería el último torneo en jugarse con dicha cantidad ya que para el Campeonato Ecuatoriano de Fútbol Serie B 2000 aumentaría a 10 equipos.
En esta edición del campeonato, el Técnico Universitario de la ciudad de Ambato se coronó campeón del certamen por tercera vez en su historia y la LDU(P) se coronó subcampeón del certamen por quinta vez en su historia, mientras que el Dep.Quinindé sería el equipo que descendería a la Segunda Categoría tras haber jugado 2 temporadas, el equipo que ocuparía su lugar para la siguiente temporada sería el Dep.Saquisilí, así mismo volverían al certamen los cuadros de Univ.Católica, luego de que los camarattas regresaran a la división de plata tras 6 años de ausencia, a la vez el cuadro de los refineros como es conocido el Esmeraldas Petrolero que volvería a jugar en la Serie B tras 2 años de ausencia, dicho equipos ocuparían las plazas de los descendidos Green Cross y Calvi.

## Movimientos Divisionales
| Pos | a Serie A 1999   |
| --- | ---------------- |
| 1º  | Macará (Campeón) |
| 2º  | Audaz Octubrino  |

| Pos | desde Segunda Categoría 1998 |
| --- | ---------------------------- |
| 1º  | Univ.Católica (Campeón)      |
| 2º  | Esmeraldas Petrolero         |

| Pos | Descendidos desde Serie A 1998 |
| --- | ------------------------------ |
| 11º | Técnico Universitario          |
| 12º | Panamá                         |

| Pos | Descendidos a Segunda Categoría 1999 |
| --- | ------------------------------------ |
| 7º  | Green Cross                          |
| 8º  | Calvi                                |

## Equipos participantes
Tomaron parte en las competición 8 equipos, entre ellos se destaca el retorno de los históricos Universidad Católica, tras 6 años ausente de la categoría y Esmeraldas Petrolero, tras 2 años ausente de la categoría.
| Equipo                | Ciudad                                                                                                 | Provincia  |
| --------------------- | --- | ---------- |
| Dep.Quevedo           | Quevedo                                                                                                | Los Ríos   |
| Dep.Quinindé          | Quinindé                                                                                               | Esmeraldas |
| Esmeraldas Petrolero  | [[Archivo:\|class=notpageimage noviewer\|20x20px\|border\|Bandera de Esmeraldas (Ecuador)]] Esmeraldas | Esmeraldas |
| LDU(P)                | Portoviejo                                                                                             | Manabí     |
| Panamá                | Guayaquil                                                                                              | Guayas     |
| Santa Rita            | Vinces                                                                                                 | Los Ríos   |
| Técnico Universitario | Ambato                                                                                                 | Tungurahua |
| Univ.Católica         | Quito                                                                                                  | Pichincha  |

## Primera etapa

### Partidos y resultados
| Fecha 1               | Fecha 1   | Fecha 1              |
| Equipo Local          | Resultado | Equipo Visitante     |
| --------------------- | --------- | -------------------- |
| Dep.Quevedo           | 3-0       | Panamá               |
| Dep.Quininde          | 0-0       | Santa Rita           |
| LDU(P)                | 2-0       | Esmeraldas Petrolero |
| Técnico Universitario | 2-0       | Univ.Católica        |

| Fecha 2              | Fecha 2   | Fecha 2               |
| Equipo Local         | Resultado | Equipo Visitante      |
| -------------------- | --------- | --------------------- |
| Panamá               | 0-0       | LDU(P)                |
| Santa Rita           | 0-1       | Técnico Universitario |
| Esmeraldas Petrolero | 0-2       | Dep.Quevedo           |
| Univ.Católica        | 2-0       | D.Quininde            |

| Fecha 3      | Fecha 3   | Fecha 3               |
| Equipo Local | Resultado | Equipo Visitante      |
| ------------ | --------- | --------------------- |
| Panamá       | 2-2       | Esmeraldas Petrolero  |
| Santa Rita   | 1-0       | Univ.Católica         |
| Dep.Quininde | 1-1       | Técnico Universitario |
| LDU(P)       | 0-0       | D.Quevedo             |

| Fecha 4               | Fecha 4   | Fecha 4              |
| Equipo Local          | Resultado | Equipo Visitante     |
| --------------------- | --------- | -------------------- |
| Dep.Quevedo           | 0-0       | Santa Rita           |
| Dep.Quininde          | 0-0       | Esmeraldas Petrolero |
| Técnico Universitario | 4-2       | LDU(P)               |
| Univ.Católica         | 2-0       | Panamá               |

| Fecha 5              | Fecha 5   | Fecha 5               |
| Equipo Local         | Resultado | Equipo Visitante      |
| -------------------- | --------- | --------------------- |
| Panamá               | 1-1       | Dep.quininde          |
| Dep.Quevedo          | 1-2       | Técnico Universitario |
| LDU(P)               | 1-0       | Santa Rita            |
| Esmeraldas Petrolero | 0-0       | Univ.Católica         |

| Fecha 6               | Fecha 6   | Fecha 6              |
| Equipo Local          | Resultado | Equipo Visitante     |
| --------------------- | --------- | -------------------- |
| Santa Rita            | 2-1       | Esmeraldas Petrolero |
| Dep.Quininde          | 1-0       | Dep.Quevedo          |
| Técnico Universitario | 4-0       | Panamá               |
| Univ.Católica         | 2-1       | LDU(P)               |

| Fecha 7              | Fecha 7   | Fecha 7               |
| Equipo Local         | Resultado | Equipo Visitante      |
| -------------------- | --------- | --------------------- |
| Panamá               | 2-1       | Santa Rita            |
| Dep.Quevedo          | 4-3       | Univ.Católica         |
| LDU(P)               | 3-1       | Dep.Quininde          |
| Esmeraldas Petrolero | 4-1       | Técnico Universitario |

| Fecha 8              | Fecha 8   | Fecha 8               |
| Equipo Local         | Resultado | Equipo Visitante      |
| -------------------- | --------- | --------------------- |
| Panamá               | 0-0       | Dep.Quevedo           |
| Santa Rita           | 3-0       | Dep.Quininde          |
| Esmeraldas Petrolero | 0-0       | LDU(P)                |
| Univ.Católica        | 1-1       | Técnico Universitario |

| Fecha 9               | Fecha 9   | Fecha 9              |
| Equipo Local          | Resultado | Equipo Visitante     |
| --------------------- | --------- | -------------------- |
| Dep.Quevedo           | 0-0       | Esmeraldas Petrolero |
| Dep.Quininde          | 0-1       | Univ.Católica        |
| LDU(P)                | 2-0       | Panamá               |
| Técnico Universitario | 6-0       | Santa Rita           |

| Fecha 10              | Fecha 10  | Fecha 10         |
| Equipo Local          | Resultado | Equipo Visitante |
| --------------------- | --------- | ---------------- |
| Dep.Quevedo           | 0-0       | LDU(P)           |
| Esmeraldas Petrolero  | 1-1       | Panamá           |
| Técnico Universitario | 6-0       | Dep.Quininde     |
| Univ.Católica         | 0-1       | Santa Rita       |

| Fecha 11             | Fecha 11  | Fecha 11              |
| Equipo Local         | Resultado | Equipo Visitante      |
| -------------------- | --------- | --------------------- |
| Panamá               | 0-1       | Univ.Católica         |
| Santa Rita           | 0-0       | Dep.Quevedo           |
| Esmeraldas Petrolero | 0-0       | Dep.Quininde          |
| LDU(P)               | 0-0       | Técnico Universitario |

| Fecha 12              | Fecha 12  | Fecha 12             |
| Equipo Local          | Resultado | Equipo Visitante     |
| --------------------- | --------- | -------------------- |
| Santa Rita            | 1-0       | Panamá               |
| Dep.Quininde          | 3-3       | LDU(P)               |
| Técnioc Universitario | 3-0       | Esmeraldas Petrolero |
| Univ.Católica         | 0-2       | Dep.Quevedo          |

| Fecha 13              | Fecha 13  | Fecha 13             |
| Equipo Local          | Resultado | Equipo Visitante     |
| --------------------- | --------- | -------------------- |
| Santa Rita            | 1-0       | LDU(P)               |
| Dep.Quininde          | 0-0       | Panamá               |
| Técnico Universitario | 5-3       | Dep.Quevedo          |
| Univ.Católica         | 5-0       | Esmeraldas Petrolero |

| Fecha 14             | Fecha 14  | Fecha 14              |
| Equipo Local         | Resultado | Equipo Visitante      |
| -------------------- | --------- | --------------------- |
| Panamá               | 1-1       | Técnico Universitario |
| Dep.Quevedo          | 0-0       | Dep.Quininde          |
| Esmeraldas Petrolero | 2-0       | Santa Rita            |
| LDU(P)               | 3-0       | Univ.Católica         |

### Tabla de posiciones
|  |  |    | Equipo                | PJ | PG | PE | PP | GF | GC | DG  | PTS |
|  |  | -- | --------------------- | -- | -- | -- | -- | -- | -- | --- | --- |
|  |  | 1. | Técnico Universitario | 14 | 9  | 4  | 1  | 37 | 13 | +24 | 31  |
|  |  | 2. | LDU(P)                | 14 | 6  | 5  | 3  | 21 | 13 | +8  | 23  |
|  |  | 3. | Santa Rita            | 14 | 6  | 3  | 5  | 10 | 12 | -2  | 21  |
|  |  | 4. | Univ.Católica         | 14 | 6  | 2  | 6  | 16 | 16 | 0   | 20  |
|  |  | 5. | Dep.Quevedo           | 14 | 4  | 7  | 3  | 16 | 11 | +5  | 19  |
|  |  | 6. | Esmeraldas Petrolero  | 14 | 3  | 6  | 5  | 11 | 16 | -5  | 15  |
|  |  | 7. | Dep.Quinindé          | 14 | 1  | 7  | 6  | 7  | 21 | -14 | 10  |
|  |  | 8. | Panamá                | 14 | 1  | 6  | 7  | 8  | 24 | -16 | 9   |

PJ = Partidos jugados; PG = Partidos ganados; PE = Partidos empatados; PP = Partidos perdidos; GF = Goles a favor; GC = Goles en contra; DG = Diferencia de gol; PTS = Puntos

## Segunda etapa

### Partidos y resultados
| Fecha 1      | Fecha 1   | Fecha 1               |
| Equipo Local | Resultado | Equipo Visitante      |
| ------------ | --------- | --------------------- |
| Panamá       | 1-0       | Univ.Católica         |
| Santa Rita   | 1-0       | Esmeraldas Petrolero  |
| Dep.Quininde | 0-1       | Técnico Universitario |
| LDU(P)       | 1-1       | Dep.Quevedo           |

| Fecha 2               | Fecha 2   | Fecha 2          |
| Equipo Local          | Resultado | Equipo Visitante |
| --------------------- | --------- | ---------------- |
| Dep.Quevedo           | 1-1       | Panamá           |
| Esmeraldas Petrolero  | 1-2       | Dep.Quininde     |
| Técnico Universitario | 3-2       | Santa Rita       |
| Univ.Católica         | 1-0       | LDU(P)           |

| Fecha 3      | Fecha 3   | Fecha 3               |
| Equipo Local | Resultado | Equipo Visitante      |
| ------------ | --------- | --------------------- |
| Panamá       | 2-3       | Técnico Universitario |
| Santa Rita   | 1-0       | Univ.Católica         |
| Dep.Quininde | 1-0       | Dep.Quevedo           |
| LDU(P)       | 3-0       | Esmeraldas Petrolero  |

| Fecha 4               | Fecha 4   | Fecha 4          |
| Equipo Local          | Resultado | Equipo Visitante |
| --------------------- | --------- | ---------------- |
| Dep.quevedo           | 1-1       | Santa Rita       |
| Esmeraldas Petrolero  | 3-2       | Panamá           |
| Técnico Universitario | 1-1       | LDU(P)           |
| Univ.Católica         | 2-0       | Dep.Quininde     |

| Fecha 5       | Fecha 5   | Fecha 5               |
| Equipo Local  | Resultado | Equipo Visitante      |
| ------------- | --------- | --------------------- |
| Dep.Quevedo   | 3-3       | Esmeraldas Petrolero  |
| Dep.Quininde  | 0-0       | Santa Rita            |
| LDU(P)        | 2-1       | Panamá                |
| Univ.Católica | 1-2       | Técnico Universitario |

| Fecha 6               | Fecha 6   | Fecha 6          |
| Equipo Local          | Resultado | Equipo Visitante |
| --------------------- | --------- | ---------------- |
| Panamá                | 3-1       | Dep.Quninde      |
| Santa Rita            | 2-2       | LDU(P)           |
| Esmeraldas Petrolero  | 1-1       | Univ.Católica    |
| Técnico Universitario | 3-0       | Dep.Quevedo      |

| Fecha 7               | Fecha 7   | Fecha 7              |
| Equipo Local          | Resultado | Equipo Visitante     |
| --------------------- | --------- | -------------------- |
| Santa Rita            | 2-3       | Panamá               |
| Dep.Quininde          | 0-2       | LDU(P)               |
| Técnico Universitario | 4-1       | Esmeraldas Petrolero |
| Univ.Católica         | 1-2       | Dep.Quevedo          |

| Fecha 8              | Fecha 8   | Fecha 8               |
| Equipo Local         | Resultado | Equipo Visitante      |
| -------------------- | --------- | --------------------- |
| Panamá               | 7-1       | Santa Rita            |
| Dep.Quevedo          | 0-0       | Univ.Católica         |
| Esmeraldas Petrolero | 1-1       | Técnico Universitario |
| LDU(P)               | 8-1       | Dep.Quininde          |

| Fecha 9       | Fecha 9   | Fecha 9               |
| Equipo Local  | Resultado | Equipo Visitante      |
| ------------- | --------- | --------------------- |
| Dep.quevedo   | 3-3       | Técnico Universitario |
| Dep.Quininde  | 2-3       | Panamá                |
| LDU(P)        | 1-0       | Santa Rita            |
| Univ.Católica | 0-0       | Esmeraldas Petrolero  |

| Fecha 10              | Fecha 10  | Fecha 10         |
| Equipo Local          | Resultado | Equipo Visitante |
| --------------------- | --------- | ---------------- |
| Panamá                | 1-1       | LDU(P)           |
| Santa Rita            | 1-1       | Dep.Quininde     |
| Esmeraldas Petrolero  | 2-1       | Dep.Quevedo      |
| Técnico Universitario | 1-0       | Univ.Católica    |

| Fecha 11             | Fecha 11  | Fecha 11              |
| Equipo Local         | Resultado | Equipo Visitante      |
| -------------------- | --------- | --------------------- |
| Esmeraldas Petrolero | 2-0       | Panamá                |
| Santa Rita           | 0-1       | Dep.Quevedo           |
| Dep.Quininde         | 1-1       | Univ.Católica         |
| LDU(P)               | 2-2       | Técnico Universitario |

| Fecha 12              | Fecha 12  | Fecha 12         |
| Equipo Local          | Resultado | Equipo Visitante |
| --------------------- | --------- | ---------------- |
| Dep.Quevedo           | 2-2       | Dep.Quininde     |
| Esmeraldas petrolero  | 2-1       | LDU(P)           |
| Técnico Universitario | 5-2       | Panamá           |
| Univ.Católica         | 3-0       | Santa Rita       |

| Fecha 13     | Fecha 13  | Fecha 13              |
| Equipo Local | Resultado | Equipo Visitante      |
| ------------ | --------- | --------------------- |
| Panamá       | 3-3       | Dep.Quevedo           |
| Santa Rita   | 1-1       | Técnico Universitario |
| Dep.Quininde | 2-2       | Esmeraldas Petrolero  |
| LDU(P)       | 3-1       | Univ.Católica         |

| Fecha 14              | Fecha 14  | Fecha 14         |
| Equipo Local          | Resultado | Equipo Visitante |
| --------------------- | --------- | ---------------- |
| Esmeraldas Petrolero  | -         | Santa Rita       |
| Dep.Quevedo           | -         | LDU(P)           |
| Técnico Universitario | 1-0       | Dep.Quininde     |
| Univ.Católica         | 1-3       | Panamá           |

### Tabla de posiciones
|  |  |    | Equipo                | PJ | PG | PE | PP | GF | GC | DG  | PTS |
|  |  | -- | --------------------- | -- | -- | -- | -- | -- | -- | --- | --- |
|  |  | 1. | Técnico Universitario | 14 | 9  | 5  | 0  | 31 | 16 | +15 | 31  |
|  |  | 2. | LDU(P)                | 13 | 6  | 5  | 2  | 27 | 13 | +14 | 23  |
|  |  | 3. | Esmeraldas Petrolero  | 13 | 4  | 5  | 4  | 18 | 21 | -3  | 17  |
|  |  | 4. | Panamá                | 14 | 4  | 4  | 6  | 29 | 28 | +1  | 16  |
|  |  | 5. | Univ.Católica         | 14 | 3  | 5  | 6  | 13 | 15 | -2  | 14  |
|  |  | 6. | Dep.Quevedo           | 13 | 2  | 8  | 3  | 18 | 21 | -3  | 14  |
|  |  | 7. | Dep.Quinindé          | 14 | 3  | 5  | 6  | 13 | 24 | -11 | 14  |
|  |  | 8. | Santa Rita            | 13 | 2  | 5  | 6  | 12 | 23 | -11 | 11  |

PJ = Partidos jugados; PG = Partidos ganados; PE = Partidos empatados; PP = Partidos perdidos; GF = Goles a favor; GC = Goles en contra; DG = Diferencia de gol; PTS = Puntos

## Tabla acumulada
|  |  |    | Equipo                | PJ | PG | PE | PP | GF | GC | DG  | PTS |
|  |  | -- | --------------------- | -- | -- | -- | -- | -- | -- | --- | --- |
|  |  | 1. | Técnico Universitario | 28 | 18 | 9  | 1  | 68 | 29 | +39 | 63  |
|  |  | 2. | LDU(P)                | 27 | 12 | 10 | 5  | 48 | 26 | +22 | 46  |
|  |  | 3. | Univ.Católica         | 28 | 9  | 7  | 12 | 30 | 32 | -2  | 34  |
|  |  | 4. | Dep.Quevedo           | 27 | 6  | 15 | 6  | 34 | 32 | +2  | 33  |
|  |  | 5. | Esmeraldas Petrolero  | 27 | 7  | 11 | 9  | 29 | 37 | -8  | 32  |
|  |  | 6. | Santa Rita            | 27 | 8  | 8  | 11 | 22 | 35 | -13 | 32  |
|  |  | 7. | Panamá                | 28 | 5  | 10 | 13 | 37 | 52 | -15 | 25  |
|  |  | 8. | Dep.Quinindé          | 28 | 4  | 12 | 12 | 20 | 45 | -25 | 24  |

PJ = Partidos jugados; PG = Partidos ganados; PE = Partidos empatados; PP = Partidos perdidos; GF = Goles a favor; GC = Goles en contra; DG = Diferencia de gol; PTS = Puntos
|  | Campeón, ascendió a la Serie A 2000. |
|  | Descendió a la Segunda Categoría.    |

## Campeón
|                                                                   |
| Club Técnico Universitario 3.er título Ascendió a la Serie A 2000 |

## Goleador
| Jugador         | Equipo                | Goles |
| --------------- | --------------------- | ----- |
| Félix Esterilla | Técnico Universitario | 17    |